# Ramazzottius tribulosus
Ramazzottius tribulosus är en djurart som tillhör fylumet trögkrypare, och som beskrevs av Bertolani och Rebecchi 1988. Ramazzottius tribulosus ingår i släktet Ramazzottius och familjen Hypsibiidae. Inga underarter finns listade i Catalogue of Life.